# Quốc huy Mông Cổ
Quốc huy Mông Cổ (tiếng Mông Cổ: Монгол Улсын төрийн сүлд, Mongol Ulsīn törín süld) được sử dụng bởi chính phủ Mông Cổ như biểu tượng của nhà nước. Nó chính thức được sử dụng mẫu trên các tài liệu như hộ chiếu Mông Cổ, và bảng hiệu của chính phủ và đại sứ quán.

## Miêu tả
Quốc huy hiện tại được áp dụng từ ngày 25/3/1992 sau Cách mạng Dân chủ Mông Cổ 1990. Các chi tiết của nó được trình bày trong Chương 1, Điều 12 (2) của Hiến pháp Mông Cổ. Bao xung quang là một vòng tròn, tượng trưng cho sự vĩnh cửu, bao quanh một cánh đồng xanh tròn, tượng trưng cho bầu trời. Trên trung tâm của cánh đồng là sự kết hợp giữa biểu tượng Soyombo và con ngựa gió (chiến mã quý), tượng trưng cho sự độc lập, chủ quyền và tinh thần của Mông Cổ. Biểu tượng mặt trời, mặt trăng và lửa bắt nguồn từ Hung Nô. Phía trên cánh đồng là một Cintamani (ЧЧддддд), tượng trưng cho Tam Bảo Phật giáo, mà trong văn hóa dân gian Mông Cổ là ban cho những điều ước. Bên dưới biểu tượng trung tâm là một dãy núi xanh, với Bánh xe Pháp luân(Хүрд) ở trung tâm. Ở dưới cùng của dãy núi và bánh xe là một khadag (Хадаг), một chiếc khăn nghi lễ.

## Lịch sử
Từ 1960 đến 1991,Cộng hòa Nhân dân Mông Cổ đã sử dụng một biểu tượng có hình dạng rất giống nhau, nhưng với một số yếu tố khác nhau. Thay vì Ngựa Gió, một kỵ sĩ trên một con ngựa bình thường được vẽ. Ảnh nền là hình ảnh mặt trời mọc trên núi. Các biểu tượng của Phật giáo bị thay thế bằng các biểu tượng của Chủ nghĩa Xã hội. Một bánh răng là biểu tượng của công nghiệp hóa, xoay quanh giá đỡ chu vi cho tầng lớp nông nghiệp, và trên cùng có một ngôi sao đỏ với phiên bản xã hội chủ nghĩa của Soyombo. Dọc theo phía dưới, một dải ruy băng màu xanh đỏ được đặt ở phía trước của bánh răng, với các chữ cái БНМАУ, viết tắt của Бүгд Найрамдах Монгол Ард Улс, (Cộng hòa Nhân dân Mông Cổ).
Trước năm 1961, Quốc huy không có các biểu tượng của Chủ nghĩa Xã hội. Người kỵ sĩ mang một cây sào lasso dài và đầu của bốn loại  động vật bầy đàn được hiển thị ở hai bên. Một dải ruy băng màu đỏ ở dưới cùng mang tên quốc gia trong bảng chữ cái tiếng Mông Cổ truyền thống từ năm 1940 đến 1941 với chữ viết tắt Cyrillic sau đó.
Từ năm 1924 đến năm 1939, biểu tượng chỉ đơn giản là Soyombo. Năm 1939, sau chiến thắng trong Chiến dịch Khalkhyn Gol, các nhánh của Chi sen đã được thêm vào.
- Soyombo của Đại hãn quốc Mông Cổ (1911–1924)
- Quốc huy Cộng hòa Nhân dân Mông Cổ 
 (1924-1939)
- Quốc huy của Cộng hòa Nhân dân Mông Cổ 
 (1939-1940)[6]
- Quốc huy của Cộng hòa Nhân dân Mông Cổ
 (1940-1941)[7]
- Quốc huy của Cộng hòa Nhân dân Mông Cổ 
 (1941-1960)
- Quốc huy của Cộng hòa Nhân dân Mông Cổ 
 (6/7/1960 – 12/2/1992)